# Comté d'Utah
Le comté d’Utah est l'un des vingt-neuf comtés de l’État de l'Utah aux États-Unis. Son siège, et plus grande ville, est Provo. Lors du recensement de 2010, la population du comté s’élevait à 516 564 habitants.
Plus de 80 % des habitants sont mormons.

## Villes du comté
- Provo (112 488 habitants en 2010)
- Orem (88 328)
- Lehi (47 407)
- Alpine (7 500)
- Lindon (10 070)
- Saratoga Springs (17 781)